# 고암초등학교 (경기)
고암초등학교는 대한민국 경기도 양주시에 있는 공립 초등학교이다.

## 학교 연혁
- 2000년 1월 8일 고암초등학교 설립 인가
- 2000년 9월 1일 개교
- 2000년 12월 1일 개교기념식 거행
- 2001년 3월 1일 칠봉초등학교 분리 개교(271명 전출)
- 2002년 9월 1일 회천초등학교 분리 개교(591명 전출)
- 2012년 9월 1일 제4대 강옥순 교장 부임
- 2014년 3월 1일 ~ 현재 경기도교육청 혁신학교 운영
- 2015년 2월 12일 제15회 병설유치원 졸업식(9명 졸업, 누계 521명)
- 2015년 2월 13일 제15회 졸업식(102명 졸업, 누계 1,822명)
- 2015년 3월 1일 일반23학급, 특수1학급, 유치원2학급 편성
- 2016년 9월 1일 제6대 최봉애 교장 취임
- 2021년 3월 1일 제7대 최순월 교장 취임
- 2023년 3월 1일 제8대 홍순옥 교장 부임

## 참고 자료
- 고암초등학교 - 한국교육학술정보원 학교알리미